# Batalla de Rubinat
La batalla de Rubinat fue una batalla de la Guerra Civil Catalana que tuvo lugar el 23 de julio de 1462 en las cercanías del castillo de Rubinat, en la localidad leridana de Ribera d'Ondara. En la batalla el ejército de Juan II de Aragón venció a un ejército de la Diputación del General de Cataluña.

## Antecedentes
Poco después de la firma del Tratado de Bayona y a la espera de que las tropas de Luis XI de Francia penetraran en Cataluña por el norte, Juan II de Aragón decidió el 5 de junio de 1462 entrar con un ejército en Cataluña ―apoderándose el 7 de junio de Balaguer―, lo que contravenía lo estipulado en la Capitulación de Vilafranca. Este fue el principal argumento utilizado por el Consell del Principat, junto con su alianza con el rey francés, para declarar a Juan II cuatro días después «enemigo de la cosa pública» y «enemigo de la tierra». Una declaración que el día 11 de junio se extendió a la reina Juana Enríquez que se encontraba junto con el jovencísimo príncipe Fernando en la ciudadela de Gerona ―la Força Vella― sometida a sitio por las tropas de la Diputación del General de Cataluña al mando del conde de Pallars. El día 16 una hueste ―la Bandera de Barcelona― al mando del capitán Joan de Marimón salía de Barcelona para dirigirse a las tierras de Lérida para hacer frente a Juan II.
De acuerdo con lo estipulado en Bayona, a principios de julio un ejército compuesto por unos 10.000 hombres al mando de Gastón IV de Foix penetraba en el Rosellón ocupando el 10 Salses, la «llave de España», ―ese mismo día Juan II ocupaba Castelldánsens en el frente de poniente― y el 21 el castillo de El Voló. Allí recibió una angustiosa carta de la reina Juana Enríquez pidiéndole que acudiera rápidamente a Gerona para levantar el cerco de la Força Vella. En dos días se plantó en las puertas de la ciudad y entró en ella sin combatir ya que las fuerzas del conde de Pallars, muy inferiores en número, se habían retirado. Así el 23 de julio fueron liberados el príncipe y la reina.

## La batalla
El mismo día 23 de julio en que la reina y el príncipe fueron liberados, en el frente de poniente las huestes de Juan II derrotaban a la Bandera de Barcelona en las cercanías del castillo de Rubinat. El ejército de Juan II estaba compuesto por unos 2000 combatientes, mientras que la Bandera de Barcelona contaba con unos 1800. Parece que hubo bastantes bajas por ambos bandos aunque la victoria del ejército realista fue total. Varios jefes militares «rebeldes» fueron hechos prisioneros durante la batalla y al año siguiente fueron ejecutados.
Así explicaba la Diputación del General de Cataluña lo que había ocurrido en Rubinat en una carta enviada a diversas localidades, intentando mantener la moral alta de su bando para preparar la defensa de Cervera, Igualada y Manresa, posibles nuevos objetivos de Juan II:

En las bregas que se han producido os damos a conocer con la presente todos los actos esenciales: primeramente en la brega de Rabinat [sic], donde el Rey con todo su poder se encuentra con alrededor de cinco mil caballos y más de mil hombres a pie y los nuestros no llegaban a mil y DCCC todos a pie. Murieron entre una parte y la otra alrededor de LXXXX hombres y de los caballos de los enemigos murieron más de CXX.

## Consecuencias
Una semana después de la batalla de Rubinat caía en poder de Juan II Tárrega, mientras la Bandera de Barcelona se replegaba hacia Cervera. Casi al mismo tiempo el ejército francés de Gastón de Foix se dirigió a Barcelona para iniciar su asedio. El 9 de septiembre llegaba a Moncada, la llave de entrada del Llano de Barcelona. Tras tomar su castillo instaló su campamento en San Andrés y el día 12 llegó allí el rey Juan II procedente de Martorell y San Cugat del Vallés y se reunió con su esposa y su hijo después de casi un año de separación.